# Sings for Playboys
| Recensione | Giudizio |
| ---------- | -------- |
| AllMusic   | [ 2 ]    |

Sings for Playboys è un album discografico della cantante jazz statunitense Beverly Kenney, pubblicato dalla casa discografica Decca Records nell'agosto del 1958.

## Tracce

### LP
Lato A
1. Do It Again – 2:38 (Buddy DeSylva, George Gershwin) – Registrato il 28 gennaio 1958
2. A Woman's Intuition – 3:33 (Ned Washington, Victor Young) – Registrato il 28 gennaio 1958
3. You're My Boy – 3:00 (Sammy Cahn, Jule Styne) – Registrato il 2 dicembre 1957
4. Mama, Do I Gotta? – 2:07 (Mann Curtis, Vic Mizzy) – Registrato il 28 gennaio 1958
5. What Is There to Say – 3:56 (Yip Harburg, Vernon Duke) – Registrato il 2 dicembre 1957
6. A Lover Like You – 3:30 (Otis Clements, Lester Judson) – Registrato il 2 dicembre 1957

Lato B
1. A Summer Romance – 3:08 (Raymond Taylor, Lester Judson) – Registrato il 2 dicembre 1957
2. Life Can Be Beautiful – 2:59 (Harold Adamson, Jimmy McHugh) – Registrato il 28 gennaio 1958
3. It's Magic – 2:30 (Sammy Cahn, Jule Styne) – Registrato il 2 dicembre 1957
4. A-You're Adorable (The Alphabet Song) – 2:32 (Buddy Kaye, Fred Wise, Sid Lippman) – Registrato il 2 dicembre 1957
5. Try a Little Tenderness – 3:14 (Harry Woods, Jimmy Campbell, Reg Connelly) – Registrato il 2 dicembre 1957
6. It's a Most Unusual Day – 1:47 (Harold Adamson, Jimmy McHugh) – Registrato il 2 dicembre 1957[3]

## Musicisti
- Beverly Kenney – voce
- Ellis Larkins – piano
- Joe Benjamin – contrabbasso[3]

Note aggiuntive
- Steve Allen – note retrocopertina album originale[4]